# 邵阳市第二中学
27°13′49″N 111°28′28″E / 27.23021°N 111.474559°E
邵阳市第二中学（英語：No.2 Middle School Of Shaoyang）位于湖南省邵阳市邵水西路，为邵阳市公立学校，湖南省示范性中学之一。

## 历史
清朝光绪二十八年（1902年），学校建立，取名为“宝庆府中学堂”。
1912年，中华民国成立之后，宝庆府中学堂更名为“宝庆普通中学”。
1927年，宝庆普通中学更名为“宝郡联立中学”。
1946年，宝郡联立中学更名为“邵阳县立中学”。
1952年，邵阳县立中学更名为“邵阳市第二中学”。

## 学校文化

### 校训
公，诚，博，毅

### 校风
勤奋向上，动静分明

### 学风
学以聚之，问以辩之

### 教风
人本德先，知行合一

### 校歌
《我们从这里起航》，词曲：贺绿汀。

## 著名校友
- 中华民国八大名记者之一，严怪愚。[1]
- 音乐家，贺绿汀。[1]
- 中国科学院学部委员，李钧。[1]
- 中国工程院院士，李国杰。[1]
- 中华人民共和国驻斯里兰卡兼驻马尔代夫大使，江勤政。[1]
- 陕西省军区政委、少将，雷星平。[1]
- 贵州省军区司令员，钟理明。[1]

## 历任领导
| - 潘清（1902） - 王子鑫（1907） - 李竞戎（1912） - 王肇庚（1917） - 刘钥（1920、1925） - 李树人（1923） - 杨联珍（1923） - 李基（1926） - 范震（1927） - 李士魁（1928、1946） - 范金（1931） - 叶昆（1940） - 刘翊经（1943） - 李士相（1945） - 李忠愍（1946） - 曾锦章（1949） - 左维（1949） - 王健民（1954） - 王岳卿（1962、1978） - 张泰初（1971） - 刘目卿（1975） - 刘湘安（1982） - 王兆丰（1988） - 欧阳钟瑞（2001） - 张光耀（2003） - 杨湘琪（2016） | - 王璇（1926） - 肖云端（1949前） - 王健民（1956） - 王礼中（1956） - 肖坤宇（1959） - 张泰初（1971） - 刘目卿（1975） - 赵君健（1978） - 孙蒲英（1984） - 李美玲（1990） - 简建东（1999） - 张光耀（2002） - 林志坚（2003） |

## 奖项
邵阳二中先后荣获“全国现代教育技术实验学校”、“全国群众体育先进集体”、“全国体育传统学校先进单位”、“中共湖南省委、湖南省人民政府授牌的文明单位”、“湖南省培养优秀体育运动后备人才重点学校”、“湖南省艺术教育先进学校”、“湖南省文明卫生单位”、“湖南省园林式单位”、“湖南省青少年教育研究基地”、“湖南省五四红旗团委”、“湖南省先进基层团组织”、“湖南省青少年科技活动先进单位”、“湖南省普通高等学校招生全国统一考试优秀考点”、“湖南省全国高等教育自学考试合格考点”等荣誉奖项。